# Heinrich Eugen Abt
Heinrich Eugen Abt (* 22. Juni 1854 in Bünzen; † 15. November 1937 ebenda; heimatberechtigt in Bünzen) war ein Schweizer Politiker (FDP) und Landwirt. Er vertrat von 1911 bis 1919 den Kanton Aargau im Nationalrat und gilt als Pionier des landwirtschaftlichen Genossenschaftswesens in der Schweiz.

## Biografie
Der Sohn des Strohgeflechtindustriellen Roman Abt und jüngere Bruder des Zahnradbahn-Konstrukteurs Carl Roman Abt und des Juristen Siegfried Abt zeigte mehr Interesse für die Landwirtschaft als für die Industrie. Er besuchte die Bezirksschule in Muri, absolvierte einen einjährigen Sprachaufenthalt in Paris und ging in Muri in die Landwirtschaftsschule. Von seinem Vater übernahm er den Bauernhof und baute diesen zu einem Musterbetrieb aus. Von 1887 bis 1906 war er Lehrer an der neu eröffneten Landwirtschaftlichen Winterschule in Brugg und unterrichtete dort Betriebslehre und Tierkunde. Dabei übte er auch das Amt des Rektors aus, allerdings nicht im Wintersemester 1893/94.
Abt engagierte sich in der Agrarpolitik. Er schrieb eine Monografie über das Braunvieh, hielt zahlreiche Vorträge zu landwirtschaftlichen Themen und forderte Reformen in der Agrargesetzgebung, die damals revolutionär schienen, einige Jahrzehnte später jedoch verwirklicht wurden. Auch journalistisch war er tätig; von 1895 bis 1899 und wiederum von 1905 bis 1919 für den Genossenschafter, von 1901 bis 1903 für die Schweizerische Bauernzeitung. Beim Genossenschafter folgte ihm Karl Wunderli.
1884 gründete Abt in Bünzen die erste landwirtschaftliche Genossenschaft im Kanton Aargau. Zwei Jahre später war er Mitbegründer des Verbandes Ostschweizerischer Landwirtschaftlicher Genossenschaften (VOLG), von 1905 bis 1919 war er deren Präsident. 1891 bis 1893 war er Präsident der Aargauischen Landwirtschaftlichen Gesellschaft. 1897 war er Mitbegründer des Verbandes schweizerischer Braunviehzuchtgenossenschaften und amtierte bis 1912 als deren Geschäftsführer. Im Schweizerischen Bauernverband hatte er eine leitende Stellung inne. 
Abt wurde bei den Parlamentswahlen 1911 in den Nationalrat gewählt. Als Mitglied der FDP-Fraktion setzte er sich vornehmlich für agrarpolitische Anliegen ein. Er war Mitglied in den Verwaltungsräten der Schweizerischen Bundesbahnen und der Aargauischen Hypothekenbank. 1919 trat er als Nationalrat zurück, auf ihn folgte sein Sohn Heinrich Roman Abt.